# Lastmanagement (Ladestation)
Das Lastmanagement ist eine Regelung für Ladestationen von Elektroautos für die Fälle, in denen ein lokales Stromnetz nicht ausreichend Ladeleistung für die angeschlossenen Ladestationen zur Verfügung stellen kann. Insbesondere in bestehenden Mehrfamilienhäusern sind die Hausanschlussleitungen unter Umständen nicht für das Laden von Elektroautos ausgelegt. Das Verstärken der Hausanschlüsse erfordert höhere Leiterquerschnitte und ist somit mit dickeren Kabeln verbunden. Da energietechnische Anlagen auf die Maximalleistung dimensioniert werden, verursacht diese Leistungssteigerung zusätzliche Kosten. Ein Lastmanagement kann diese Lastspitzen bis zu einem gewissen Grad samt dem ansonsten nötigen Ausbau und den damit verbundenen Kosten vermeiden.

## Hausanschluss
Der Haus- oder Gebäudeanschluss ist der Übergabepunkt des Verteilnetzbetreibers. Dies erfolgt in der Regel in einem Hausanschlusskasten. Hier erfolgt die übergeordnete Absicherung des Gebäudes mit den Hauptsicherungen. Diese Sicherungen definieren den maximalen Strom, der dem Gebäude zur Verfügung gestellt werden kann.

### Energiebedarf in Wohngebäuden
Der Bedarf an elektrischer Energie in Mehrfamilienhäusern schwankt sehr stark über den Tag und hat auch große Unterschiede zwischen Wochentagen, Samstagen und Sonntagen. Ebenso bestehen Unterschiede zwischen Sommer und Winter. Abstrahiert werden diese Verbräuche durch ein Standardlastprofil (H0) angenähert.

#### Auslegung von Hausanschlüssen
Seit 1955 regelt die DIN 18015-1 die Bemessungsgrundlage für die elektrischen Hauptzuleitungen von Gebäuden. In dieser Norm wird aktuell bereits gefordert, dass für Ladeplätze von Elektroautos Vorrüstungen für die Anbindung an das Smart Grid vorzusehen sind. Gemäß Anhang A der Norm ergibt sich zum Beispiel für eine Wohnanlage mit 100 Einheiten eine minimale Anschlussleistung von 106 kW für das gesamte Gebäude.

#### Stromverbrauch für die Elektromobilität
Für die Elektrofahrzeuge in einem Wohngebäude sollte so viel Ladestrom zur Verfügung gestellt werden, dass die Nutzer nach dem Ladevorgang die gewünschte Distanz problemlos fahren könnten. In der Regel sollten also am Morgen die Autos soweit geladen sein, dass die Berufspendler ihre Pendlerstrecke und die anderen Personen den Weg für ihre täglichen Besorgungen zurücklegen können. Für die Pendler steht für den Ladevorgang üblicherweise die gesamte Nacht zur Verfügung, alle anderen können auch tagsüber Ladevorgänge durchführen. Die Lastreserven in einem Gebäude sind in der Nacht in der Regel so hoch, dass alle notwendigen Ladevorgänge durchgeführt werden können.

### Varianten des Lastmanagements
Gemäß der DIN VDE 0100-722 ist bei der Auslegung der Stromnetze in einem Gebäude davon auszugehen, dass alle Ladestationen für Elektroautos gleichzeitig genutzt werden (Gleichzeitigkeitsfaktor = 1). In der Regel liegt der maximale Gleichzeitigkeitsfaktor aber weit darunter. Der Gleichzeitigkeitsfaktor von 1 darf gemäß der Norm bei Vorhandensein einer Laststeuerung reduziert werden.
Die Regelung kann nach unterschiedlichen Vorgaben erfolgen.

#### Statisches Lastmanagement
Die Summe des Stromverbrauchs aller angeschlossenen Ladestationen darf einen festen, statischen Wert nicht überschreiten. Dieser wird in der Regel durch den Netzbetreiber durch eine entsprechende Absicherung nach dem Stromzähler für die Ladeinfrastruktur vorgegeben. Genehmigt der Netzbetreiber eine Absicherung mit z. B. dreiphasig 63 A, so stehen für die Ladevorgänge maximal 35 kW Ladeleistung zur Verfügung, da Sicherungen maximal mit 80 % ihres Nennstomes im Dauerbetrieb genutzt werden können. Die (im Allgemeinen variierenden) Stromflüsse in der vorgelagerten Elektroinstallation bleiben beim statischen Lastmanagement unberücksichtigt.

#### Statisches Lastmanagement - mit Drittverbraucher
Analog dem vorab dargestellten "Statischen Lastmanagement" wird die Obergrenze für den Stromverbrauch statisch eingestellt. Der für die Ladeinfrastruktur zur Verfügung stehende Strom ist abhängig von dem aktuellen Stromverbrauch des Gebäudes ab. Wenn der Rest des Gebäudes weniger Strom benötigt, wird die maximale Ladeleistung dynamisch angepasst. Wenn der Stromverbrauch im Gebäude wieder ansteigt, wird die Ladeleistung wieder reduziert. Die maßgebliche Größe für die Regelung ist hier der Anschlusswert des gesamten Gebäudes. Zu bestimmten Zeiten, in der Regel in der Nacht, steht für die Ladevorgänge so mehr Strom zur Verfügung.

#### Dynamisches Lastmanagement
Hier wird die Obergrenze für den Stromverbrauch der Ladeinfrastruktur von einer übergeordneten Steuerung vorgegeben. Mögliche Steuerungsquellen sind hierbei ein EMS (Energiemanagement System), Vorgaben des Netzbetreibers oder die Optimierung des Strombezugs nach marktwirtschaftlichen Kriterien (dynamische Strompreise).

#### Sequentielles Lastmanagement

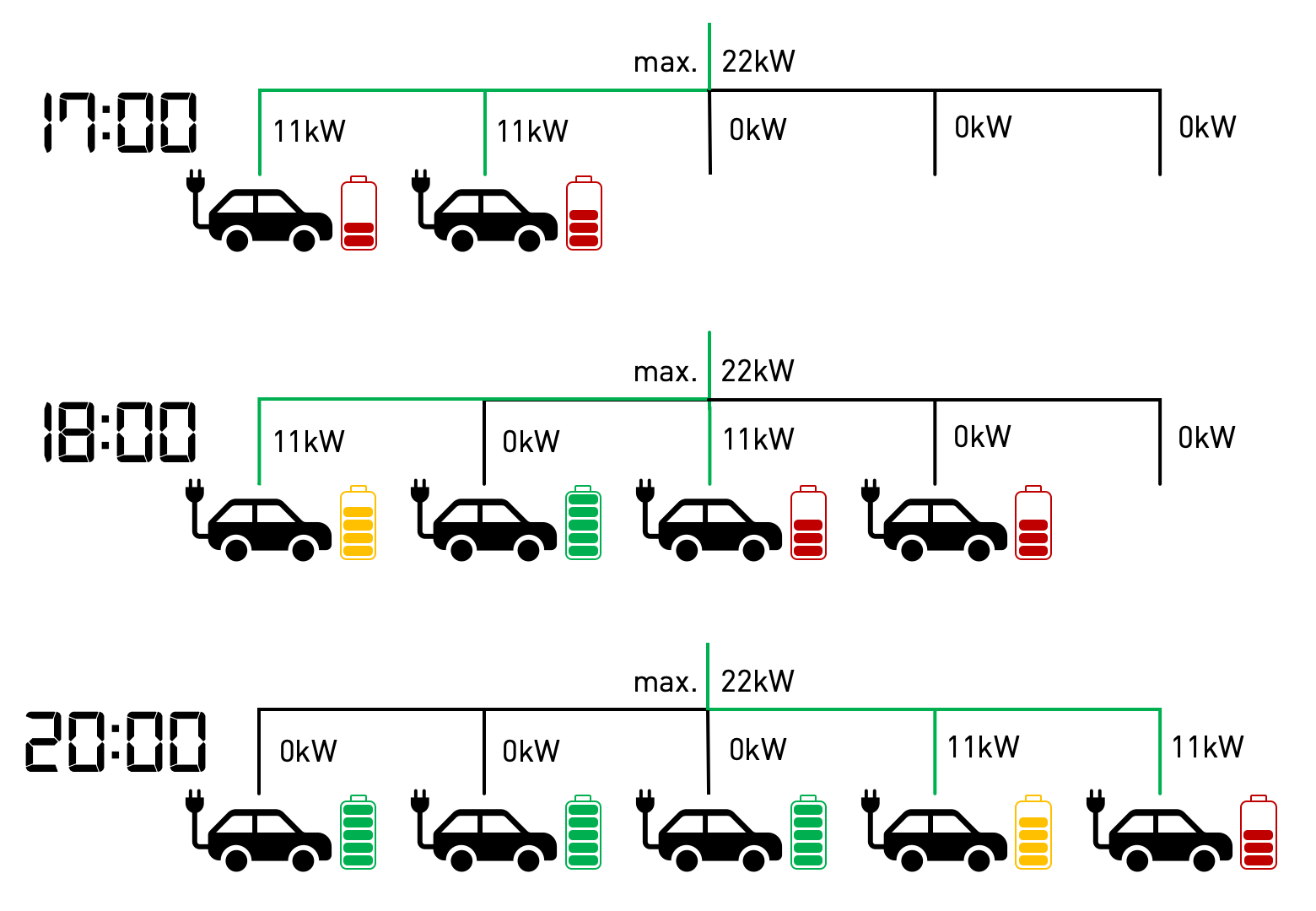
Sequentielle Ladung bei Elektroautos

Die Begrenzung des Ladestroms erfolgt durch eine Limitierung der maximal zulässigen Ladevorgänge. Wenn die Obergrenze erreicht ist, können keine weiteren Ladevorgänge starten. Erst wenn einer der bereits aktiven Ladevorgänge beendet wird, kann der nächste Ladevorgang starten. Alle Ladevorgänge erfolgen jedoch immer mit der vorgegebenen maximalen Ladeleistung.

#### Geregelte Ladeleistung

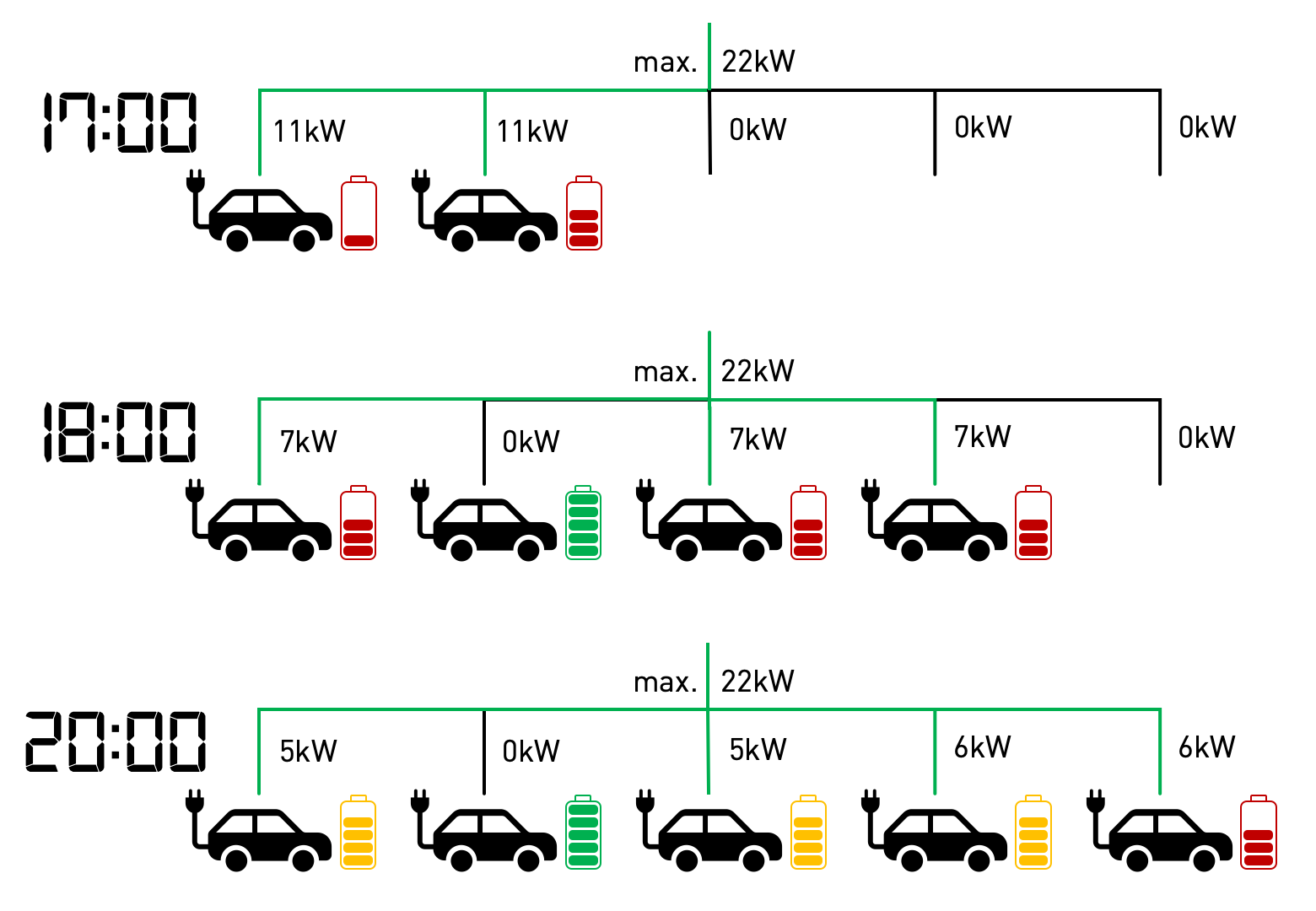
Geregelte Ladeleistung bei Elektroautos

Die Begrenzung des Ladestroms erfolgt hier durch Reduzierung der Ladeleistung bei den einzelnen Ladestationen. Je mehr Autos laden möchten, umso stärker reduziert sich die Ladeleistung für jedes angeschlossene Auto. Es werden alle Autos geladen, jedoch dauern die einzelnen Ladevorgänge länger.

#### Priorisiertes Laden
Einzelnen Nutzern wird es ermöglicht, das Lastmanagement zu umgehen und bei Bedarf sofort und mit maximaler Leistung zu laden. Dies kann bei beruflich genutzten Stellplätzen z. B. für den Chef gelten oder für den Kurierfahrer, der auf eine schnelle Ladung angewiesen ist. In Wohnanlagen kann dies bedarfsweise genutzt werden, wenn Sonderfälle vorliegen.

#### Bedarfsgesteuertes Laden
Beim bedarfsgesteuerten Laden versucht das Lastmanagementsystem (unter Berücksichtigung der maximalen Anschlussleistung), möglichst alle tatsächlichen Bedarfe an nachzuladenden Energiemengen (zuzüglich Sicherheitsreserven) bis zu den jeweiligen Abfahrtszeitpunkten möglichst vollständig zu erfüllen. Wenn ein Fahrzeug nur jene Energiemenge nachlädt, die es für die nächste Fahrt (bis zum neuerlichen Nachladen) tatsächlich benötigt, und nicht mehr, dann steht diese nicht nachgeladene Energiemenge anderen Fahrzeugen zur Verfügung. Der Kniff beim bedarfsgesteuerten Laden besteht also darin, dass sich jeder auf das jeweils Nötige beschränkt, um dadurch mehr „Platz“ (genauer: Energiereserven) für alle anderen zu schaffen. Die Zuteilung von Energiemengen erfolgt dabei in einer solchen Art und Weise, dass im Regelfall möglichst niemand zu spüren bekommt, dass man sich beschränken muss; sprich die Mobilitätsbedürfnisse aller Teilnehmer bleiben bestmöglich gewahrt.
Abhängig von den jeweiligen Lade-Bedarfen (und abhängig vom maximal verfügbaren Strom, der für die Ladeinfrastruktur insgesamt gerade zur Verfügung steht) nimmt das Lastmanagementsystem zeitliche Priorisierungen vor und/oder steuert die Ladeleistungen der einzelnen Ladevorgänge individuell – mit dem Ziel, die Erfüllungsquote aller momentan laufenden Lade-Bedarfe zu optimieren. Dazu muss das Lastmanagementsystem die einzelnen Lade-Bedarfe kennen. Ein Lade-Bedarf sagt aus, welche Energiemenge ab Ankunft bis spätestens wann (also innerhalb welchen Zeitintervalls) benötigt wird. Die Energiemenge ergibt sich durch Multiplizieren der Wegstrecke mit dem dafür erwarteten spezifischen Energiebedarf („Verbrauch“), also z. B. 140 km × 20 kWh⁄100 km = 28 kWh.
- Ein Ansatz ist, dass man zu Beginn eines jeden Ladevorgangs den jeweiligen Lade-Bedarf manuell angeben muss. Das erfordert Nutzerinteraktionen mit dem Lastmanagementsystem, bedeutet also gewisse Komforteinbußen und Fehleranfälligkeiten und kann zudem missbraucht werden, indem beispielsweise durch einen (absichtlich) zu hoch angesetzten Bedarf andere Teilnehmer ausgebremst werden.
- Dem gegenüber stehen automatisierte Verfahren, wie beispielsweise die folgenden:
  - Anhand historischer Daten – z. B. Ankunfts-, Abfahrtszeiten, Zeiten von Ladebeginn und -ende, Ladedauern, bezogene Energiemengen – erstellt das Lastmanagementsystem je Ladepunkt eine Bedarfs-Prognose für den aktuellen Ladevorgang. Dazu können auch Methoden der künstlichen Intelligenz eingesetzt werden.[9]
  - Mit der Normenreihe ISO 15118 (insbesondere ISO 15118-2 und -20)[10] wird es möglich, dass das Elektrofahrzeug seine Energieanforderung digital (via PLC) an die Ladestation kommuniziert. Die Ladestation gibt diese Information dann (z. B. per OCPP) an das Lastmanagementsystem weiter.[11]

### Umsetzung des Lastmanagements
Die oben beschriebenen Varianten des Lastmanagements können mit unterschiedlichen technischen Ansätzen umgesetzt werden.

#### Master-Slave-Lösungen
Hierbei regelt eine übergeordnete Ladestation (Master) andere, untergeordnete Ladestationen (Slaves). Hierzu ist es im Allgemeinen erforderlich, dass die Ladestationen von ein und demselben Hersteller stammen, da die Regelungen häufig auf proprietären Systemen beruhen. Hierfür ist eine Kommunikation zwischen den Ladestationen (z. B. durch eine Zweidraht- oder Ethernet-Verkabelung) erforderlich. Die Ladestationen müssen somit eine Kommunikationsschnittstelle besitzen.

#### Backend-Systeme
Die Ladestationen sind mit einem Backend in der Cloud verbunden. Das Backend regelt die einzelnen Ladestationen. Die Kommunikation erfolgt hier in der Regel über das Protokoll OCPP. Die Ladestationen müssen die Smart Charging Profile von OCPP unterstützen, also das Protokoll komplett korrekt umgesetzt haben
- reev, Lastmanagement und Energiespeicherung für effiziente Ladeprozesse https://reev.com/lastmanagement-und-energiespeicherung-fuer-effiziente-ladeprozesse/?cvn=granted
- Gridware, Smart Charging & Reduzierung ihrer Kosten https://www.gridundco.de/ladeinfrastruktur-einfach-managen-grid-co/smart-charging/

#### Ladecontroller
Die einzelnen Ladestationen sind an einem separaten Ladecontroller angeschlossen. Hier gibt es unterschiedliche Varianten. Neben herstellerunabhängigen Systemen, gibt es hier auch Systeme, die nur mit OCPP-fähigen ausgewählten Ladestationen kommunizieren können oder nur firmeneigene Ladestationen ansteuern können. Diese Systeme funktionieren offline, können aber auch online über eine Cloud-Lösung überwacht werden.

#### Sonderlösungen
Es werden auch besondere Lösungen entwickelt, wie zum Beispiel die Mehrfachnutzung eines Ladepunktes durch mehrere Fahrzeuge.

## Lokale Netze
Als Niederspannungsnetz bezeichnet man das Stromnetz, das ab einer Transformatorenstation einen gewissen Bereich mit der Netzspannung von 230 V / 400 V versorgt. Diese Transformatoren haben üblicherweise eine Bemessungsleistung zwischen 250 kVA und 1 MVA. Über diese Transformatoren werden mehrere Gebäude bis hin zu ganzen Straßenzügen mit elektrischer Energie versorgt. Der Verteilnetzbetreiber muss durch elektrische Sicherungen in der Transformatorenstation sicherstellen, dass die maximale Leistung des Transformators nicht überschritten wird. Auch innerhalb dieser Netze muss ein Lastmanagement für die Elektromobilität erfolgen, sodass eine Überlastung verhindert wird.
Seit der aktuellen Version der „Technische Anschlussregeln Niederspannung“ (VDE-AR-N 4100) müssen daher Ladestationen für Elektroautos ab einer Leistung von 12 kW durch den Netzbetreiber regelbar sein.